# 暹緬戰爭 (1662年–1664年)
暹緬戰爭 (1662年–1664年)，泰國稱第二次暹羅入侵緬甸，是暹羅（泰國）阿瑜陀耶王國與緬甸東吁王朝之間的一場戰爭。
1644年清軍入關後，南明殘餘勢力逐一被消滅。1661年，清軍攻入雲南，南明的永曆帝逃往緬甸，獲得緬甸王宾德勒收留。隨即，清朝入侵並圍攻緬甸首都阿瓦。
阿瑜陀耶的那萊王注意到這次入侵可能使緬甸對北部附屬國的影響力削弱，於是派戈沙列攻打蘭納，試圖將其置於阿瑜陀耶王國控制之下。此次戰鬥成功奪取了南邦及其他小城。1662年3月，暹羅奪取八都馬，佔領了上丹那沙林沿海地區（今緬甸德林達依省北部）。
緬甸王宾德勒被比耶王殺害篡位，隨即比耶王向清朝移交南明遺臣。清軍隨即撤離緬甸。在解決了北部衝突之後，比耶王派水陸兩軍出兵，於1662年12月奪回了八都馬和土瓦。緬甸軍隊追擊撤退的暹羅軍，但在北碧府受到慘重損失，被迫撤回。
1663年，趁緬甸軍隊無備，那萊王第二次派兵征討蘭納，於2月10日奪取了清邁，並擊退緬甸援軍。11月，暹羅對丹那沙林地區發起鉗形攻勢，一支攻打北部的八都馬和摩棉（毛淡棉），一支攻打南部的土瓦。緬甸軍隊經受住暹羅軍隊的攻勢，直至1664年5月因為雨季即將到來，入侵的暹羅軍隊被迫撤退。
清邁的暹羅守軍駐守的是一座被拋棄的城市，不斷遭到抵抗者的突襲。1664年11月，暹羅被迫撤離清邁。此後，暹羅、緬甸於1675年–1676年，1700年–1701年爆發小型衝突。